# Tenteniguada
Tenteniguada és una localitat del municipi de Valsequillo, a Gran Canària, Illes Canàries, Espanya. La seva economia es va basar històricament en l'agricultura, encara que l'emigració del segle XX a les ciutats va fer que aquesta fos perdent importància. Actualment roman com un segon ingrés de les famílies de la localitat, o com una activitat de finalització de setmana per a aquells que van traslladar la seva residència habitual a les urbs més poblades de l'illa, però conservant propietats a la zona. La seva església, que en la seva configuració actual és de principis del segle xx, està dedicada a San Juan Bautista , sant al que s'ofereixen les festes principals de la localitat que se celebren el 24 de juny. També se celebra, com en tot en el municipi de Valsequillo de Gran Canària, la festa de "El Almendro en Flor" que normalment coincideix amb la finalitat de setmana següent a la qual, amb el mateix nom i finalitat, té lloc en el també municipi grancanari de Tejeda.

## Demografia
| 2000 | 2001 | 2002 | 2003 | 2004 | 2005 | 2006 | 2007 | 2008 | 2009 | 2010 | 2011 |
| ---- | ---- | ---- | ---- | ---- | ---- | ---- | ---- | ---- | ---- | ---- | ---- |
| 774  | 777  | 795  | 772  | 773  | 784  | 756  | 740  | 765  | 773  | 764  | 757  |